# Megan Ward
Megan Marie Ward (Los Angeles, 24 settembre 1969) è un'attrice statunitense.

## Biografia
Megan nacque a Los Angeles ed è la più giovane di quattro fratelli, figlia di attori. A quattro anni si trasferì con la famiglia a Honolulu. All'età di nove anni, apparve in diverse pubblicità. Quando divenne adolescente si recò in Giappone lavorando come modella per diversi anni. Poiché nella scuola che frequentava ad Honolulu studiava il giapponese, ne aveva una certa padronanza e poté condurre il programma "Science Q" nel 1988-1989. Dopo essersi diplomata alla Kaiser High School, ritornò a Los Angeles, dove iniziò la carriera di attrice.

## Carriera
Una volta a Los Angeles ottenne dei ruoli in serie televisive come Freaked - Sgorbi, Cinque in famiglia, Dark Skies, Summerland, Sports Night, Kevin Hill, e Boomtown. Guadagnò fama grazie al ruolo di Kate Howard in General Hospital nel 2007.

## Vita privata
Dal 1995, la Ward è sposata con Michael Shore, che conobbe alla scuola di recitazione.

## Filmografia

### Cinema
- Distruzione totale (Crash and Burn), regia di Charles Band (1990)
- Trancers II: The Return of Jack Deth, regia di Charles Band (1991)
- Goodbye Paradise, regia di Dennis Christianson e Tim Savage (1991)
- Il potere della mente (Trancers III), regia di C. Courtney Joyner (1992)
- Amityville 1992: It's About Time, regia di Tony Randel (1992)
- Il mio amico scongelato (Encino Man), regia di Les Mayfield (1992)
- Freaked - Sgorbi (Freaked), regia di Tom Stern e Alex Winter (1993)
- Arcade: Impatto virtuale (Arcade), regia di Albert Pyun (1993)
- PCU, regia di Hart Bochner (1994)
- La famiglia Brady (The Brady Bunch Movie), regia di Betty Thomas (1995)
- Ultimo appello (Glory Daze), regia di Rich Wilkes (1995)
- A casa di Joe (Joe's Apartment), regia di John Payson (1996)
- Say You'll Be Mine, regia di Brad Kane (1999)
- Tick Tock, regia di Kevin Tenney (2000)
- Mirror Man, regia di Thomas C. Grane - cortometraggio (2003)
- Complete Guide to Guys, regia di Jeff Arch (2005)
- Waking Dreams, regia di Deepika Daggubati (2007)
- The Invited, regia di Ryan McKinney (2010)

### Televisione
- L'amico di legno (What a Dummy) – serie TV, episodio 1x10 (1990)
- Cose dell'altro mondo (Out of This World) – serie TV, episodio 4x10 (1990)
- Sons and Daughters – serie TV, episodio 1x04 (1991)
- Class of '96 – serie TV, 17 episodi (1993)
- Winnetka Road – serie TV, 6 episodi (1994)
- Per amore della legge (Sweet Justice) – serie TV, episodio 1x03 (1994)
- Cinque in famiglia (Party of Five) – serie TV, 9 episodi (1994-1995)
- Naomi & Wynonna: Love Can Build a Bridge, regia di Bobby Roth – film TV (1995)
- The Single Guy – serie TV, episodio 1x03 (1995)
- È lui il mio assassino (Voice from the Grave), regia di David Jackson – film TV (1996)
- Dark Skies - Oscure presenze (Dark Skies) – serie TV, 18 episodi (1996-1997)
- Melrose Place – serie TV, 7 episodi (1997-1998)
- Don't Look Down, regia di Larry Shaw – film TV (1998)
- Fantasy Island – serie TV, episodio 1x09 (1998)
- Four Corners – serie TV, 5 episodi (1998)
- Jesse – serie TV, episodio 1x13 (1999)
- Friends – serie TV, episodio 5x18 (1999)
- Sports Night – serie TV, episodi 2x09-2x10 (1999-2000)
- Rated X - La vera storia dei re del porno americano (Rated X), regia di Emilio Estevez – film TV (2000)
- All Souls – serie TV, episodio 1x01 (2001)
- West Wing - Tutti gli uomini del Presidente (The West Wing) – serie TV, episodio 4x12 (2003)
- Boomtown – serie TV, 8 episodi (2002-2003)
- Mr. Ambassador, regia di Victor Levin – film TV (2003)
- CSI - Scena del crimine (CSI: Crime Scene Investigation) – serie TV, episodi 3x19-11x08 (2003-2010)
- Senza traccia (Without a Trace) – serie TV, episodio 2x13 (2004)
- Century City – serie TV, episodio 1x08 (2004)
- Summerland – serie TV, episodio 1x01 (2004)
- Murder Without Conviction, regia di Kevin Connor – film TV (2004)
- Kevin Hill – serie TV, episodio 1x07 (2004)
- NCIS - Unità anticrimine (NCIS: Naval Criminal Investigative Service) – serie TV, episodio 2x09 (2004)
- Boston Legal – serie TV, episodio 1x10 (2004)
- CSI: Miami – serie TV, episodio 3x22 (2005)
- E.R. - Medici in prima linea (ER) – serie TV, episodio 12x04 (2005)
- Settimo cielo (7th Heaven) – serie TV, episodio 10x08 (2005)
- Sleeper Cell – serie TV, 4 episodi (2005)
- General Hospital – serie TV, 365 episodi (2007-2020)
- Ghost Whisperer - Presenze (Ghost Whisperer) – serie TV, episodio 5x11 (2010)
- CSI: NY – serie TV, episodio 7x15 (2011)
- Madri nemiche (Party Mom), regia di Michael Feifer – film TV (2018)

## Doppiatrici italiane
Nelle versioni in italiano delle opere in cui ha recitato, Megan Ward è stata doppiata da:
- Emanuela Baroni in CSI - Scena del crimine (ep.3x19)
- Francesca Guadagno in NCIS - Unità anticrimine
- Alessandra Korompay in E.R. - Medici in prima linea
- Roberta Greganti in CSI: NY